# Tupanci do Sul

Localização de Tupaci, no Estado do Rio Grande do Sul.

Tupanci do Sul es un municipio brasileño del estado de Rio Grande do Sul.
Se encuentra ubicado a una latitud de 27º55'31" Sur y una longitud de 51º32'11" Oeste, estando a una altitud de 824 metros sobre el nivel del mar. Su población estimada para el año 2004 era de 1.555 habitantes.
Ocupa una superficie de 142,26 km².

## Etimología
El nombre proviene del tupí-guaraní y significa "Madre de Dios". Cuando se emancipó tomó el nombre de Tupanci do Sul. Se añadió "do sul" porque otro municipio ya tenía este nombre.
- Datos: Q1784425
- Multimedia: Tupanci do Sul / Q1784425